# Elliotsmithia
Elliotsmithia es un género extinto de sinápsidos pelicosaurio que existió durante el Pérmico Inferior y Medio.